# Óscar Discua
Óscar Rodrigo Padilla Discua (Tegucigalpa, Honduras, 17 de noviembre de 1993) es un futbolista hondureño. Juega de centrocampista y su equipo es el Motagua de la Liga Nacional de Honduras.

## Clubes
| Club          | País     | Año           |
| ------------- | -------- | ------------- |
| Real de Minas | Honduras | 2016-2018     |
| Génesis       | Honduras | 2019-2024     |
| Motagua       | Honduras | 2024-presente |

## Palmarés

### Títulos nacionales
| Título          | Club          | País     | Año  |
| --------------- | ------------- | -------- | ---- |
| Torneo Apertura | F. C. Motagua | Honduras | 2024 |